# Syrien i olympiska sommarspelen 2016
Syrien deltog med sju deltagare vid de olympiska sommarspelen 2016 i Rio de Janeiro. Ingen av landets deltagare erövrade någon medalj.

## Bordtennis
| Spelare      | Gren      | Inledande omgång     | Omgång 1             | Omgång 2             | Omgång 3             | Åttondelsfinal       | Kvartsfinal          | Semifinal            | Final / BM           | Final / BM       |
| Spelare      | Gren      | Motståndare Resultat | Motståndare Resultat | Motståndare Resultat | Motståndare Resultat | Motståndare Resultat | Motståndare Resultat | Motståndare Resultat | Motståndare Resultat | Placering        |
| ------------ | --------- | -------------------- | -------------------- | -------------------- | -------------------- | -------------------- | -------------------- | -------------------- | -------------------- | ---------------- |
| Heba Allejji | Damsingel | Silva (MEX) L 0–4    | Gick inte vidare     | Gick inte vidare     | Gick inte vidare     | Gick inte vidare     | Gick inte vidare     | Gick inte vidare     | Gick inte vidare     | Gick inte vidare |

## Friidrott
Förkortningar
- Notera– Placeringar avser endast det specifika heatet.
- Q = Tog sig vidare till nästa omgång
- q = Tog sig vidare till nästa omgång som den snabbaste förloraren eller, i fältgrenarna, genom placering utan att nå kvalgränsen
- NR = Nationellt rekord
- N/A = Omgången fanns inte i grenen
- Bye = Idrottaren behövde inte tävla i omgången

Bana och väg
| Idrottare         | Gren                     | Heat     | Heat      | Semifinal        | Semifinal        | Final            | Final            |
| Idrottare         | Gren                     | Resultat | Placering | Resultat         | Placering        | Resultat         | Placering        |
| ----------------- | ------------------------ | -------- | --------- | ---------------- | ---------------- | ---------------- | ---------------- |
| Ghfran Almouhamad | Herrarnas 400 meter häck | 58,85    | 8         | Gick inte vidare | Gick inte vidare | Gick inte vidare | Gick inte vidare |

Fältgrenar
| Idrottare          | Gren               | Kval    | Kval      | Final   | Final     |
| Idrottare          | Gren               | Distans | Placering | Distans | Placering |
| ------------------ | ------------------ | ------- | --------- | ------- | --------- |
| Majed Aldin Ghazal | Herrarnas höjdhopp | 2,29    | 7 q       | 2,29    | =7        |

## Judo
| Idrottare     | Gren                     | Omgång 1             | Omgång 2               | Kvartsfinaler        | Semifinaler          | Återkval             | Final / BM           | Final / BM       |                  |
| Idrottare     | Gren                     | Motståndare Resultat | Motståndare Resultat   | Motståndare Resultat | Motståndare Resultat | Motståndare Resultat | Motståndare Resultat | Placering        |                  |
| ------------- | ------------------------ | -------------------- | ---------------------- | -------------------- | -------------------- | -------------------- | -------------------- | ---------------- | ---------------- |
| Mohamad Kasem | Herrarnas lättvikt −73kg | Bye                  | An C-r (KOR) L 000–110 | Gick inte vidare     | Gick inte vidare     | Gick inte vidare     | Gick inte vidare     | Gick inte vidare | Gick inte vidare |